# Ettore Bugatti

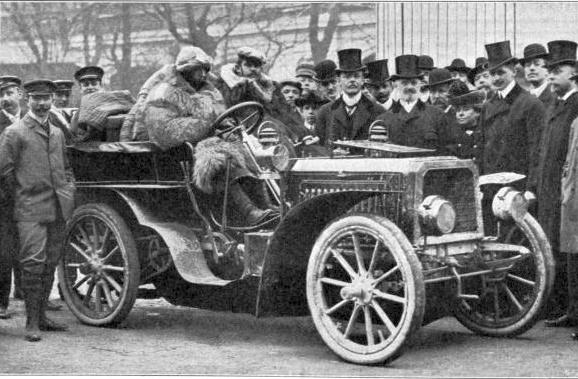
Ettore Bugatti přijíždí na výstavu ve Vídni v roce 1903.

Ettore Arco Isidoro Bugatti (15. září 1881 Milán, Itálie – 21. srpna 1947 Paříž) byl francouzský automobilový designér a konstruktér italského původu.

## Život
Ettore Bugatti se narodil v Miláně v roce 1881 do rodiny umělce a návrháře nábytku Carla Bugattiho.
Svůj první vůz navrhl už v devatenácti letech a v roce 1901 za něj dostal ocenění na milánském obchodním veletrhu. Tento vůz byl prodán Baronu de Dietrichovi z Niederbronnu, který začal Bugattiho sponzorovat, a vznikla tak první série vozů známých jako De Dietrichovy Bugatti. V krátké době si Bugatti udělal velmi dobré jméno, spolupracoval například s firmou Mathis a ve svých pětadvaceti letech se stal hlavním inženýrem ve firmě Deutz v Kolíně. O pár let později se pokusil osamostatnit a v roce 1909 navrhl vůz poháněný čtyřválcovou čtrnáctistovkou a předvedl ji na pařížské motorshow, kde získal objednávky na další produkci.
Po skončení 1. světové války Bugatti pokračoval ve stavbě soutěžních vozů a s týmem pěti vozů se zúčastnil v roce 1921 Voiturette GP v Brescii, kde obsadil první čtyři místa. To způsobilo velký úspěch modelu z Brescie a Bugatti si tak získal renomé jako konstruktér vozů pro soukromé závodníky. Postupem času ale začal být tento vůz na závodním poli porážen novějšími přeplňovanými vozy konkurenčních značek.
V roce 1924 tedy Bugatti navrhl a zkonstruoval vůz, který z něj udělal legendu – Bugatti Typo 35, a roku 1928 luxusní typ Bugatti Royale, kterých se dodnes z celkového počtu sedmi kusů dochovalo šest.